# Тангла (перевал)
Тангла (кит. 唐古拉山口, пін. Tánggǔlā Shānkǒu) — гірський перевал у центральній частині Тибетського плато, що сполучає провінцію Цінхай з Тибетським автономним районом.

## Географія
Знаходиться у горах Тангла на південному заході Хайсі-Монголо-Тибетської автономної префектури на кордоні з префектурою Нагчу.

### Клімат
Перевал знаходиться у зоні, котра характеризується кліматом полярних пустель. Найтепліший місяць — липень із середньою температурою 7.8 °C (46 °F). Найхолодніший місяць — січень, із середньою температурою -16.1 °С (3 °F).
| Клімат п. Тангла        | Клімат п. Тангла | Клімат п. Тангла | Клімат п. Тангла | Клімат п. Тангла | Клімат п. Тангла | Клімат п. Тангла | Клімат п. Тангла | Клімат п. Тангла | Клімат п. Тангла | Клімат п. Тангла | Клімат п. Тангла | Клімат п. Тангла | Клімат п. Тангла |
| Показник                | Січ.             | Лют.             | Бер.             | Квіт.            | Трав.            | Черв.            | Лип.             | Серп.            | Вер.             | Жовт.            | Лист.            | Груд.            | Рік              |
| Абсолютний максимум, °C | 0                | 0                | 7                | 12               | 16               | 17               | 17               | 17               | 17               | 15               | 3                | 2                | 17               |
| Середній максимум, °C   | −7               | −5               | −1               | 5                | 8                | 11               | 13               | 13               | 11               | 3                | −2               | −6               | 3                |
| Середня температура, °C | −15              | −14              | −9               | −3               | 1                | 5                | 7                | 7                | 5                | −3               | −10              | −15              | −4               |
| Середній мінімум, °C    | −24              | −24              | −18              | −12              | −6               | 0                | 2                | 1                | −1               | −10              | −19              | −24              | −11              |
| Абсолютний мінімум, °C  | −37              | −31              | −27              | −22              | −13              | −3               | −2               | −3               | −7               | −20              | −26              | −32              | −37              |
| Вологість повітря, %    | 43               | 47               | 38               | 39               | 54               | 68               | 72               | 68               | 70               | 52               | 44               | 50               | 54               |
| ----------------------- | ---------------- | ---------------- | ---------------- | ---------------- | ---------------- | ---------------- | ---------------- | ---------------- | ---------------- | ---------------- | ---------------- | ---------------- | ---------------- |
| Джерело: Weatherbase    |                  |                  |                  |                  |                  |                  |                  |                  |                  |                  |                  |                  |                  |